# Lo Barnechea
Lo Barnechea es una comuna ubicada en el sector nororiente de la provincia de Santiago (Chile), abarcando un 48% de la superficie de esta provincia. Sus límites urbanos son: al norte con Los Andes de la región de Valparaíso, al oeste con Colina, al suroeste con Vitacura y Huechuraba, al sur con Las Condes y al este con San José de Maipo. Se desarrolló en torno del antiguo poblado rural de Lo Barnechea. Su población es heterogénea, ya que está habitada por familias de ingresos altos y medio-altos en sectores como La Dehesa, Los Trapenses y El Arrayán, y también por familias de ingresos medio-bajos y bajos, principalmente en el Pueblo de Lo Barnechea, población La Ermita y el Cerro 18.

## Historia

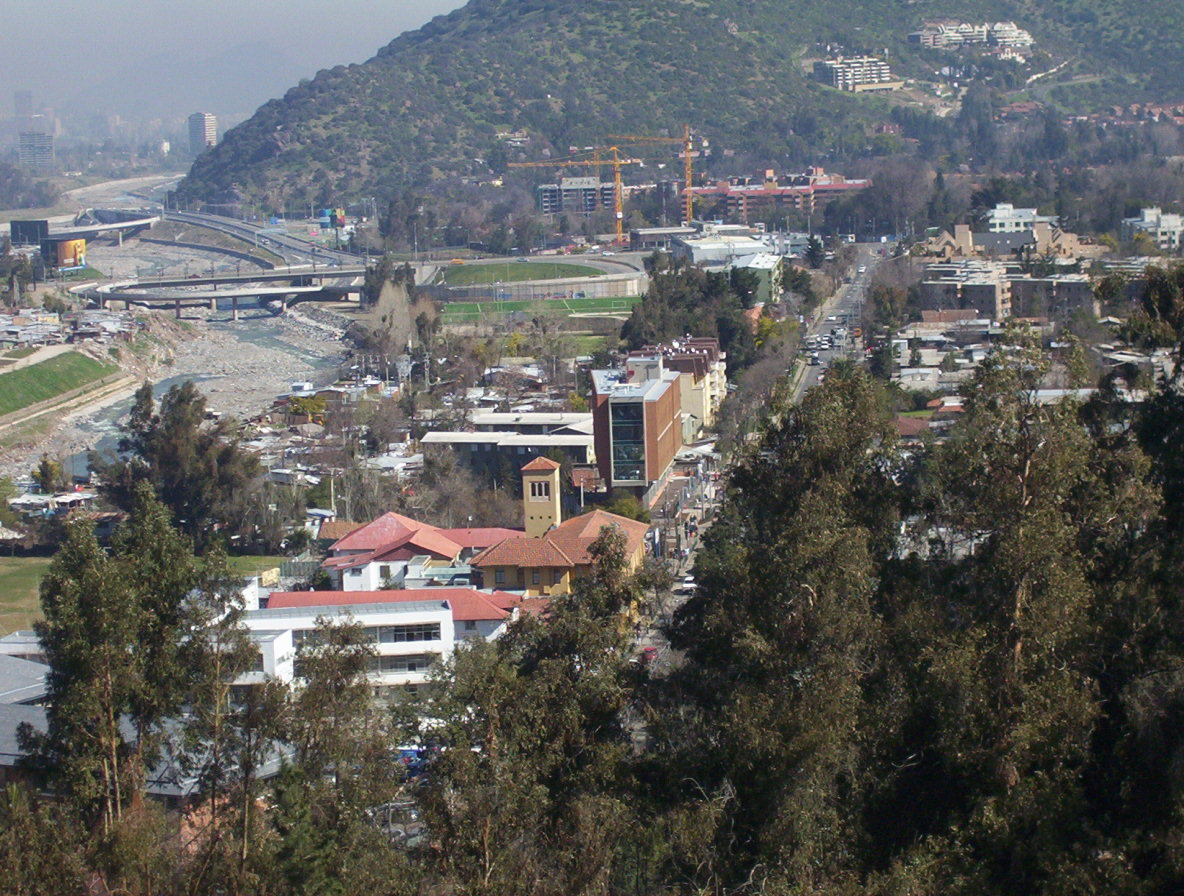
Comuna de Lo Barnechea visto desde la cima del cerro Dieciocho. Se ve la Parroquia, el río Mapocho y el cerro Alvarado, al fondo

Lo Barnechea ha tenido una larga ocupación humana desde hace miles de años. Previamente a los incas la ocuparon la Cultura Llolleo y la tradición Bato. Y después de ellos, aparecieron sucesivamente la cultura Aconcagua, los promaucaes, los incas y posteriormente fue la ocupación española.
Sus habitantes prehispánicos eran llamados huaicoches (del mapudungún: waykoche ‘gente que viven en zona de huaicos’) debido a los huaicos o huaycos de la región (del quechua: wayqu ‘quebrada’). También llamados lloclla (del quechua: lluqlla ‘aluvión’), son violentas inundaciones de aluvión donde gran cantidad de material del terreno de las laderas es desprendido y arrastrado por el agua vertiente abajo hasta el fondo de los valles, causando enormes sepultamientos a su paso. En términos científicos modernos, según el Proyecto Multinacional Andino, un huayco se conoce como flujos de detritos, o flujo de escombros. Un huaico se origina por la caída violenta de agua, la que arrastra barro, piedras, árboles y cuanto esté a su paso. Su origen puede deberse a una lluvia intensa o al desborde de un río o laguna en las alturas.
El Pueblo Lo Barnechea fue creado en el siglo XIX. Hasta el momento ha resistido a la conurbación con el Gran Santiago.
Francisco Solano Asta-Buruaga y Cienfuegos escribió en 1867 en su Diccionario Geográfico de la República de Chile : 79  sobre el lugar:

Bonechea.-—Fundo del departamento de Santiago, que se halla á 18 ó 20 kilómetros al E. de su capital. Queda sobre la ribera norte ó derecha del río Mapocho y contiguo al NE. del fundo de la Dehesa. Contiene junto á él un caserío de 480 habitantes. El nombre proviene de un apellido que unos lo dan como en el título, y otros dicen Barnechea y Barrenechea.

Por su parte el geógrafo chileno, Luis Risopatrón lo describe como un ‘lugarejo’ en su libro Diccionario Jeográfico de Chile en el año 1924: : 220 

Barnechea (Lugarejo Lo) 33° 20' 70° 30'. De corto caserío, con servicio de correos, se encuentra en el fundo del mismo nombre, situado en la ribera N del rio Mapocho, contiguo al NE del fundo de La Dehesa, hacia el NE de la ciudad de Santiago.

El DFL 1-3260, de 9 de marzo de 1981, establece la nueva comuna de Lo Barnechea, a partir de una subdivisión de la comuna de Las Condes, sin embargo hasta 1991 formó parte de la agrupación comunal manejada por la Municipalidad de Las Condes. Mediante el Decreto con Fuerza de Ley N.º 32-18.992 del 20 de mayo de 1991 se establece oficialmente la Municipalidad de Lo Barnechea, mismo día que su vecina Vitacura.

## Geografía

### Geomorfología y componentes abióticos
La comuna de Lo Barnechea se encuentra emplazada en las unidades geomorfológicas de Cordillera andina de retención crionival y Cuenca de Santiago.

### Clima
En términos generales, Lo Barnechea presenta según la clasificación climática de Köppen clima de tundra de lluvia invernal (ET (s)), clima mediterráneo de lluvia invernal (Csb), clima mediterráneo de lluvia invernal de altura (Csb (h)) y clima mediterráneo frío de lluvia invernal (Csc), caracterizado por una estación seca prolongada y una estación invernal, que concentra las lluvias anuales. 
- Lluvias anuales 360 mm
- Temperatura media 14 °C
- Temperatura Promedio Máxima 22 °C
- Temperatura Promedio Mínima 7 °C

Estos patrones climáticos presentan, en esta comuna, variaciones muy importantes debido a su condición de área pie de monte, sometido al factor altitud. Se estima que en ambiente montañoso las lluvias aumentan en unos 22 mm cada 100 m de altitud, mientras que la temperatura disminuye en unos 0,5 °C cada 100 m. Según esto, estando el área urbana del pueblo de Lo Barnechea localizada a 850 m s. n. m., se reciben 65 mm más de precipitaciones que en la comuna de Santiago. Esto varía, de acuerdo a lo extenso del territorio rural comunal. En la distribución anual de las precipitaciones, y considerando toda el área montañosa, cuando llueve varios días seguidos, se producen grandes caudales en los cauces, lo que causa inundaciones por acumulación y su consiguiente traslado según pendientes. (1982-84-87). El impacto fue lamentable, con pérdidas incluso de vidas, interrupción de actividades, daños en infraestructura y equipamiento, debido a la permanencia de habitantes en los márgenes del río Mapocho.
Anexo a la realidad del río Mapocho y su localización, existe un evento climático natural que habrá que tener en cuenta en la planificación del futuro del poblamiento en la Comuna.

#### Inundación de 1982
La incursión, en 1982, de frentes cálidos de invierno, determinó un ascenso del límite inferior de las nieves, desde 1800 a 2400 m s. n. m., generando gran incremento en los volúmenes de escurrimiento de aguas y de sedimentos, producto del derretimiento de las nieves, lo que provoca saturación y posterior desborde de los sistemas naturales y artificiales de evacuación de aguas.
La repetición de un evento similar, en las condiciones actuales de ocupación y de expansión urbana que muestra Lo Barnechea, podría provocar situaciones aún más catastróficas, debido al alto grado de intervención y modificación de que ha sido objeto el sistema natural, por las construcciones que se han ido sucediendo en terrenos cada vez de mayor altitud.

### Hidrografía
Esta además se halla entre las cuencas hidrográficas de río Aconcagua y río Maipo. Además, la comuna posee diversos cuerpos de agua; entre los ríos se encuentran el Río Mapocho, San Francisco, y Río Molina. Respecto a los esteros, están el Estero Arrayán (parte del santuario de la naturaleza homónimo), Estero El Carrizo, Estero El Gabino, Estero El Guindo, Estero El Manzano, Estero Las Hualtatas, y Estero Las Rosas. En cuanto a las quebradas, se incluyen Quebrada El Culén, Quebrada El Ají, Quebrada El Guindo, Quebrada El Peumo, Quebrada Huallalolén, Quebrada La Carbonera, Quebrada Las Ñipas, Quebrada Las Zorras, y Quebrada Los Chanchos.

## Medio ambiente

### Componentes bióticos

Trazado simplificado de los ecosistemas y cuerpos de agua presentes en la comuna de Lo Barnechea.

Dentro del territorio de la comuna se pueden hallar los siguientes ecosistemas:
- Bosque esclerófilo mediterráneo andino donde predominan Kageneckia angustifolia y Guindilia trinervis (Vulnerable)
- Bosque esclerófilo mediterráneo andino donde predominan Quillaja saponaria y Lithrea caustica (Vulnerable)
- Bosque espinoso mediterráneo andino donde predominan Acacia caven y Baccharis paniculata (Vulnerable)
- Herbazal mediterráneo andino donde predominan Nastanthus spathulatus y Menonvillea spathulata (Preocupación menor)
- Matorral bajo mediterráneo andino donde predominan Chuquiraga oppositifolia y Nardophyllum lanatum (Preocupación menor)
- Matorral bajo mediterráneo andino donde predominan Laretia acaulis y Berberis empetrifolia (Preocupación menor)
- Zonas geográficas hinóspitas sin vegetación (Sin información)

### Medidas de protección ambiental y conflictos socioambientales
Hasta 2022, la comuna de Lo Barnechea cuenta con las siguientes zonas que poseen algún nivel de protección ambiental:
- Alto de la Cuenca del Mapocho (Sitios ERB)[16]
- Chacabuco - Peldehue (Sitios ERB)[17]
- Colina-Lo Barnechea (Sitios ERB)[18]
- Contrafuerte Cordillerano (Sitios ERB)[19]
- El Morado (Sitios Ley 19.300)[20]
- Humedal Embalse Larraín (Humedal urbano)[21]
- Humedal Estero Las Gualtatas (Humedal urbano)[22]
- Humedal Los Trapenses (Humedal urbano)[23]
- Humedal Tranque La Dehesa 1 y Tranque La Dehesa 2 (Humedal urbano)[24]
- Humedal Tranque La Poza (Humedal urbano)[25]
- Humedal Vegas de Montaña (Humedal urbano)[26]
- Parque Natural Aguas de Ramón (Iniciativa de Conservación Privada)[27]
- Puente Ñilhue (Iniciativa de Conservación Privada)[28]
- río Olivares (Bien Nacional Protegido)[29]
- río Olivares - Río Colorado - Tupungato (Sitios Ley 19.300)[30]
- San Carlos de Apoquindo (Iniciativa de Conservación Privada)[31]
- Santuario de la Naturaleza Los Nogales (Santuario de la Naturaleza)[32]
- Santuario de la Naturaleza Yerba Loca (Santuario de la Naturaleza)[33]
- Vegas Andinas (Sitios ERB)[34]

## Demografía

### Paisaje urbano
El centro urbano de Lo Barnechea se encuentra en las zonas, bajo la cota mil, en la cuenca del río Mapocho y el valle de La Dehesa. Sus barrios se componen de sectores afluentes como Los Trapenses, La Dehesa y El Huinganal (Molle Schinus polygamus , en mapudungún Huingan), El Tranque, y sectores de clase media como el tradicional Pueblo de Lo Barnechea, Cerro 18, San Enrique y El Arrayán.
Muchas de sus calles rememoran los viejos callejones de propiedad de las 7 familias fundadoras. La calle El León rememora el viejo parador y Hostería de El León que recibía a los mineros tras sus largas jornadas de trabajo. En dicha calle vivían las hermanas Salfate, ya fallecidas que sabían la historia del pueblo y sus habitantes: Blanca e Irene Griselda. Sus historias acerca de los míticos paseos a la Laguna del Viento en los contrafuertes cordilleranos y de la mitología local, avivaban las tardes de tertulia del pueblo.
Hacia el noroeste existen barrios con nombres españoles: la calle el Chin que recuerda al dueño de la parcela de apellido Echeñique. En la zona de los Trapenses se recuerdan muchos de los hitos de dicha Congregación que por largos años estuvo en esta comuna antes de vender sus terrenos por la plusvalía de ellos. Actualmente, al final de los Trapenses existe un camino que conecta La Dehesa con el sector de Chicureo y al final del camino El Golf de Manquehue lo conecta con la zona despoblada de Huechuraba.

## Administración

### Municipalidad
La Ilustre Municipalidad de Lo Barnechea es dirigida en el periodo 2024-2028 por el alcalde Felipe Alessandri Vergara (RN), quien es asesorado por los concejales:
- Benjamín Errázuriz Palacios (REP)
- Francisco Madrid Vera (Ind./AH)
- Paulette Guiloff Hes (Evópoli)
- Pablo Errázuriz de la Maza (Ind./UDI)
- Juan Chomali Kattan (RN)
- Michael Comber Vial (RN)
- Carmen Mc Intyre Astorga (REP)
- Juan Pablo Parada Da Fonseca (Ind./RN)

### Representación parlamentaria
Lo Barnechea pertenece al Distrito Electoral n.º 11 junto con las comunas de Las Condes, Vitacura, La Reina y Peñalolén y a la VII Circunscripción Senatorial (Región Metropolitana De Santiago).
Es representada en la Cámara de Diputados del Congreso Nacional para el período 2018-2022 por los siguientes diputados: 
- Catalina Del Real Mihovilovic (RN).
- Gonzalo Fuenzalida Figueroa (RN).
- Karin Luck Urban (RN).
- Guillermo Ramírez Diez (UDI).
- Francisco Undurraga Gazitúa (Evópoli).
- Tomás Hirsch Goldschmidt (AH).

## Economía
En 2018, la cantidad de empresas registradas en Lo Barnechea fue de 10.072. El Índice de Complejidad Económica (ECI) en el mismo año fue de 1,01, mientras que las actividades económicas con mayor índice de Ventaja Comparativa Revelada (RCA) fueron Venta al por Menor de Ropa Interior y Prendas de uso Personal (42,14), Instructores de Danza (27,49) y Actividades de Parques de Atracciones y Centros Similares (18,79).

## Servicios públicos

### Educación
En el ámbito de la educación superior, destacan instituciones como la Universidad Andrés Bello, Universidad del Desarrollo, y la Universidad de Chile. Esta última cuenta con su campus este de la Facultad de Medicina en la comuna, ofreciendo el centro de salud SERJOVEN para atención gratuita a adolescentes de escasos recursos. También se encuentran el Instituto Culinary y el CPEIP, un centro del Ministerio de Educación enfocado en perfeccionamiento y experimentación pedagógica.
En educación municipal, se hallan el Colegio Diferencial Madre Tierra, Colegio de Adultos Fermín Vivaceta, y el colegio Farellones, así como el colegio Lo Barnechea con sus tres sedes: Eduardo Cuevas Valdés, San José e Instituto Estados Americanos.
Entre los colegios subvencionados figuran el colegio polivalente San Rafael, colegio parroquial Santa Rosa, centro educacional San Esteban Mártir, colegio Betterland School, y colegio San Juan de Kronstandt.
Finalmente, en el sector privado se destacan el Craighouse School, colegio Nido de Águilas, colegio Everest, Santiago College, colegio Monte Tabor y Nazaret, The Southland School, colegio Newland, The Mayflower School, colegio Huinganal, Colegio los Alerces, Huelquén Montessori, Instituto Hebreo, Maimonides School, Lincoln International Academy, Bertrait College, Anglo American International School, y el Instituto de Enseñanza Japonesa (サンチャゴ日本人学校), una escuela japonesa en el extranjero.

## Cultura

### Arquitectura
La arquitectura en el ámbito de edificios es muy escasa, se destacan algunas casas estilo colonial tardío ubicadas preferentemente en el denominado Pueblo de Lo Barnechea. En lo que hace relación con el ámbito comercial se encuentran los centros comerciales Portal La Dehesa, Espacio Urbano La Dehesa, Paseo Los Trapenses y Mall Vivo Los Trapenses. También cabe destacar la gran cantidad de mansiones y casas de lujo que se establecen en esta comuna, especialmente en los sectores del Arrayán, Los Trapenses y La Dehesa, siendo estas de diversos estilos construidos principalmente durante los últimos veinte años y pertenecientes a la denominada «clase alta» del país, conformando una de las zonas con el promedio más alto del precio de la vivienda en Chile.[cita requerida]
En paralelo a la construcción de casas habitaciones y departamentos de lujo, en Lo Barnechea se desarrollaron construcciones de viviendas sociales, además de los procesos de autoconstrucción de los inquilinos fundadores del pueblo, junto con sus generaciones. Por lo mismo, en la comuna de Lo Barnechea podemos ver una serie de contrastes, no solamente arquitectónicos, sino que además de carácter social, dado que en pocos metros cuadrados, o bien cruzando una calle (Padre Alfredo Arteaga Barros con Comandante Malbec), podemos ver barrios de estratos socioeconómicos altos, en oposición a sectores de estratos sociales bajos, claramente delimitados entre sí.

### Áreas verdes
La comuna de Lo Barnechea cuenta con una serie de parques urbanos y naturales: el parque Las Rosas en la ladera norte del río Mapocho, el parque de la Chilenidad en Camino Medialuna, el parque El Oficio cerca del cerro del Medio, el Santuario de la naturaleza Yerba Loca, el parque El Huinganal en la calle El Rodeo y el parque El Remanso en el sector de El Arrayán.

## Transporte
La comuna cuenta con una baja conexión al transporte público interconectado de la ciudad, en consecuencia y al encontrarse en un extremo del área metropolitana, junto a Vitacura lidera la tasa de motorización per cápita (vehículos motorizados por habitante) en el Gran Santiago. Se esperaba que para 2020, Lo Barnechea contará con 3 estaciones del Tranvía de Las Condes, lo que le daría una histórica conexión al Metro de Santiago, siendo en la actualidad una de las tres comunas del Gran Santiago (junto a La Pintana y Lo Espejo) que no cuenta con estaciones del ferrocarril metropolitano. Sin embargo, el proyecto fue cancelado por parte de las autoridades por no contar con los subsidios necesarios para su ejecución.
Además Lo Barnechea se encontraba inmersa en la Zona alimentadora C del Transantiago junto con las comunas Providencia, Las Condes y Vitacura. Actualmente es abastecida por servicios de las unidades 4 y 6 de este sistema de transporte.
Existe un ascensor en el cerro 18 operado por la Municipalidad de Lo Barnechea y que conecta dicho sector con la calle Los Quincheros y la cumbre del cerro, donde se ubica el parque de la Chilenidad.

## Deportes

### Fútbol
Actualmente, Lo Barnechea alberga a dos equipos de fútbol que participan en competiciones oficiales, uno a nivel profesional y uno a nivel amateur.
| Equipo           | Creación | Competición      | Estadio                           |
| ---------------- | -------- | ---------------- | --------------------------------- |
| AC Barnechea     | 1929     | Segunda División | Estadio Municipal de Lo Barnechea |
| Atlético Oriente | 2020     | Tercera B        | Estadio Municipal de Lo Barnechea |

## Ciudades hermanas
- Tyler, Texas, Estados Unidos
- Guayaquil, Ecuador[nota 1]